# گمینا شوینتاینو (شهرستان شچتنو)
گمینا شوینتاینو (شهرستان شچتنو) (به لهستانی:  Gmina Świętajno) یک گمینا در لهستان است که در شهرستان شچتنو واقع شده‌است. گمینا شوینتاینو ۲۷۹٫۷۸ کیلومتر مربع مساحت و ۵٬۸۷۹ نفر جمعیت دارد.